# Melanella jamaicensis
Melanella jamaicensis är en snäckart som först beskrevs av C. B. Adams 1845.  Melanella jamaicensis ingår i släktet Melanella och familjen Eulimidae. Inga underarter finns listade i Catalogue of Life.